# Rafael Fraguas
Rafael Fraguas de Pablo, (Madrid, 22 de abril de 1949), periodista, sociólogo y escritor español. Es miembro de la plantilla fundacional del diario español El País.

## Biografía
Hijo de Antonio Fraguas Saavedra (Fonsagrada, Lugo, 1905-Madrid, 1983) y de María Ascensión De Pablo López (Barcelona, 1916-Madrid, 2004). Estudió Bachillerato Superior en el colegio de los Sagrados Corazones en Madrid. Cursó Ciencias Políticas, Sección de Estudios Internacionales, y Sociología, Sección de Sociología Industrial, en la Universidad Complutense (UCM) entre 1969 y 1979. Es Licenciado y Doctor en Sociología por la UCM, con una tesis doctoral titulada "Efectos psicosociales y políticos del secreto estatal", dirigida por el catedrático emérito de Sociología Juan Díez Nicolás y por el profesor-doctor Mario Domínguez Sánchez-Pinilla y calificada unánimemente con Sobresaliente. 
Es periodista, de la XXVª Promoción de la Escuela Oficial de Periodismo de Madrid. Número en el Registro Oficial de Periodistas, 6061. Bajo el franquismo, militó en la clandestinidad en el Partido Comunista de España, de cuyo diario "Mundo Obrero" fue redactor de Política Internacional; militó también en el sindicato Comisiones Obreras. Ejerce profesionalmente como periodista desde 1974, primero en "Gaceta Universitaria", para proseguir en Mundo Cristiano, el diario "Ya" y la revista "El Europeo", así como Radio Nacional de España, Radio Peninsular y la revista "Diálogo Iberoamericano" *, que dirigió entre 1981 y 1983. Perteneció al Consejo Directivo de la Federación Nacional de Asociaciones de la Prensa entre 1974 y 1977, como representante de los periodistas jóvenes. Es miembro fundador del diario El País, a cuya primera redacción pertenece desde mayo de 1976. Ha sido Secretario General de Periodistas sin Fronteras entre 1996 y 2001, así como Vicepresidente Internacional de
Reporters sans Frontières *. 
Cubrió informativamente la caída, juicio y ejecución del presidente Francisco Macías en Guinea Ecuatorial en 1979 * y la guerra irano-iraquí, entre 1979 * y 1989 *. Enviado especial de EL PAÍS al Medio Oriente, África Negra, el Magreb y Europa Occidental. Es especialista en Islam chií, en Organizaciones de Inteligencia * Archivado el 22 de agosto de 2011 en Wayback Machine. y Armas nucleares. 
Ha disertado en seminarios convocados por las Universidades Complutense, Autónoma, Carlos III y Juan Carlos I, de Madrid, así como en las de Salamanca, Santiago, Granada, Burgos, y las de verano de San Lorenzo de El Escorial y la Universidad Internacional Menéndez Pelayo, en España. Asimismo, ha dictado conferencias en Bogotá y Cartagena de Indias (Colombia); Guatemala; San José (Costa Rica) *; Caracas (Venezuela) y Palenque (México) *Archivado el 2 de febrero de 2015 en Wayback Machine.. Profesor ayudante de Política internacional en el Master de Periodismo EL PAÍS-UAM. Es directivo del Instituto Ciencia y Sociedad * y miembro electo del Instituto de Estudios Madrileños, adscrito al Consejo Superior de Investigaciones Científicas, desde abril de 2011 * Tras su etapa como reportero internacional, se incorporó a la sección de Madrid del diario (El País), donde escribe sobre asuntos relacionados con el Arte, la Cultura, la Ecología, el Patrimonio Histórico-Artístico y el Pensamiento.
Obtuvo el premio del Club Internacional de Prensa a la mejor labor periodística escrita en 2006 * Ha sido galardonado con el premio Francos Rodríguez 2009, que otorga anualmente la Asociación de la Prensa de Madrid a la mejor labor periodística sobre Madrid *. En la primavera de 2011, obtuvo el Premio Pilar Blanco de Comisiones Obreras *, al mejor trabajo periodístico anual de contenido socio-laboral. Premio 2014 al Compromiso Urbano individual del Club de Debates Urbanos de Madrid (http://www.clubdebatesurbanos.org/2014/07/fiesta-del-solsticio-2014-homenaje.html (enlace roto disponible en Internet Archive; véase el historial, la primera versión y la última).). El 12 de octubre de 2015 recibió la Special Mention of Helena Vaz da Silva European Award for Raising Public Awareness on Cultural Heritage 2015,otorgado por la fundación portuguesa vinculada a la organización de defensa patrimonial continental Europa Nostra. Desde 2013, imparte cursos de Historia del Pensamiento Político, Análisis Político y Geopolítica y Geoestrategia en la Fundación Sindical Primero de Mayo, con sede en Madrid.
Es el séptimo de nueve hermanos: María, Antonio "Forges", Enrique, Berta, Isabel, María José, José María y Paloma.
Vive en Madrid. Está casado y tiene tres hijos.

## Obras
"Todo sobre el mundo árabe", editado por Editorial Asesa, en 1990.
"Madrid. Los placeres gratuitos", editado por Acento en 2000
"Espías en la transición. Secretos Políticos de la España Contemporánea", editado por Anaya-Oberón en 2002.*</ref>
"Gritad concordia", editado por Plaza y Valdés, Madrid, 2012.
"Madrid por dentro". Cuadrilátero de libros. Lectio ediciones. Barcelona. Noviembre de 2013. (978-84-15088-90-5)
"Madrid, los sentidos". Tirant Humanidades. Valencia 2015 (978-84-16062-79-9)
"Manual de geopolítica crítica". Tirant Humanidades. Valencia 2016 (978-84-16786-22-0)
"Ataque al corazón de la clase obrera", capítulo del libro "Conciencia de clase. Historias de las Comisiones Obreras". Edit.Fundación Primero de Mayo y Los libros de La Catarata. ISBN 978-84-1352-118-3. Madrid 2020. </ref> Los libros de la Catarata, www.catarata.org </ref>
"Papel envuelve roca. Semblanza en claroscuro de Juan Luís Cebrián". Dado Ediciones. Madrid 2020 (978-84-12123-21-0)